# Vilhelm Wolfhagen
Vilhelm "Wolle" Wolfhagen (Copenhague, 11 de novembro de 1889 - 5 de julho de 1958) foi um futebolista dinamarquês, medalhista olímpico.
Vilhelm Wolfhagen competiu nos Jogos Olímpicos de Verão de 1908 em Londres. Ele ganhou a medalha de prata, e repetiu em Estocolmo 1912.